# Stenotis gracilenta
Stenotis gracilenta là một loài thực vật có hoa trong họ Thiến thảo. Loài này được (I.M.Johnst.) Terrell mô tả khoa học đầu tiên năm 2001.